# Wilhelm Oelßner (Mediziner)
Karl Wilhelm Oelßner (* 3. März 1920 in Leipzig; † 2. Januar 2018 in Tangerhütte) war ein deutscher Radiologe und Hochschullehrer.

## Leben und Wirken
Nach dem Schulbesuch studierte er Medizin und promovierte 1944 zum Dr. med. 1954 wurde er Dozent an der Universität Leipzig, wo er sich 1955 habilitierte und 1958 eine Professur mit Lehrauftrag erhielt. Im gleichen Jahr wurde er Direktor des Universitätsröntgeninstituts. 1959 erhielt er einen eigenen Lehrstuhl.
Er war Mitglied der Leopoldina und der Sächsischen Akademie der Wissenschaften zu Leipzig, Mathematisch-Naturwissenschaftliche Klasse.
1974 wurde Oelßner als Verdienter Arzt des Volkes ausgezeichnet.

## Schriften (Auswahl)
- Die Röntgenschirmbildphotographie und ihre Anwendung. Weida 1944.
- Veränderungen des Thoraxröntgenbildes bei Brustkrebspatienten. Leipzig 1955.
- Funktionelle Strahlentherapie. 1964.
- Computertomographie. Berlin 1983.